# 小行星2212
小行星2212（2212 Hephaistos）是一颗围绕太阳公转的水星軌道穿越小行星。1978年9月27日，柳德米拉·切爾尼赫在克里米亚发现了此天体。
該小行星以希臘神話的火神赫菲斯托斯命名。 
这颗小行星的绝对星等为209.3417425892132等。